# Götz Aly
Götz Haydar Aly (Heidelberg, 3 de mayo de 1947) es un especialista en ciencia política, historiador y periodista alemán. Sus temas de interés son la eutanasia, el holocausto, la política económica de la dictadura nacionalsocialista y el antisemitismo de los siglos XIX y XX.

## Vida
Es descendiente del kammertürke prusiano Friedrich Aly y nieto del filólogo Wolfgang Aly. Acudió a la escuela y al gimnasio en Heidelberg (1954-1956), Leonberg (1956-1962) y Múnich (1962-1967); en el gimnasio Kurt Huber de esta ciudad obtuvo su Abitur. Entre los años 1967 y 1968 acudió a la Escuela Alemana de Periodismo de Múnich. A continuación estudió hasta 1971 historia y ciencia política en la Universidad Libre de Berlín.
Simultáneamente a sus estudios universitarios era un miembro activo del movimiento estudiantil. Fue elegido en el verano de 1970 representante estudiantil del consejo de la facultad del Instituto Otto Suhr para el llamado Sozialistischen Arbeitskollektive. En 1971 fue parte de los fundadores y redactores del periódico Hochschulkampf. Kampfblatt des Initiativkomitees der Roten Zellen in West-Berlin. Participó el 24 de junio de 1971 junto a las Células Rojas en la irrupción violenta en el seminario del profesor Alexander Schwan. Desde inicios del año 1972 hasta mediados del año 1973 formó parte de la asociación Ayuda Roja.
Después de licenciarse en ciencia política empezó a trabajar desde el año 1973 como director en un club juvenil en Spandau. Se doctoró en 1978 con Reinhart Wolff y Wolf-Dieteren Narr en ciencias sociales y económicas con un trabajo sobre su experiencia en Spandau. Entre 1981 y 1983, y entre 1991 y 1993, trabajó como redactor de política interior en el recién creado diario die tageszeitung. Desde 1997 hasta el 2001 fue redactor jefe del Berliner Zeitung. Entre esos intervalos escribía esporádicamente para el Frankfurter Allgemeine Zeitung, el Süddeutsche Zeitung, Die Zeit y Der Spiegel.

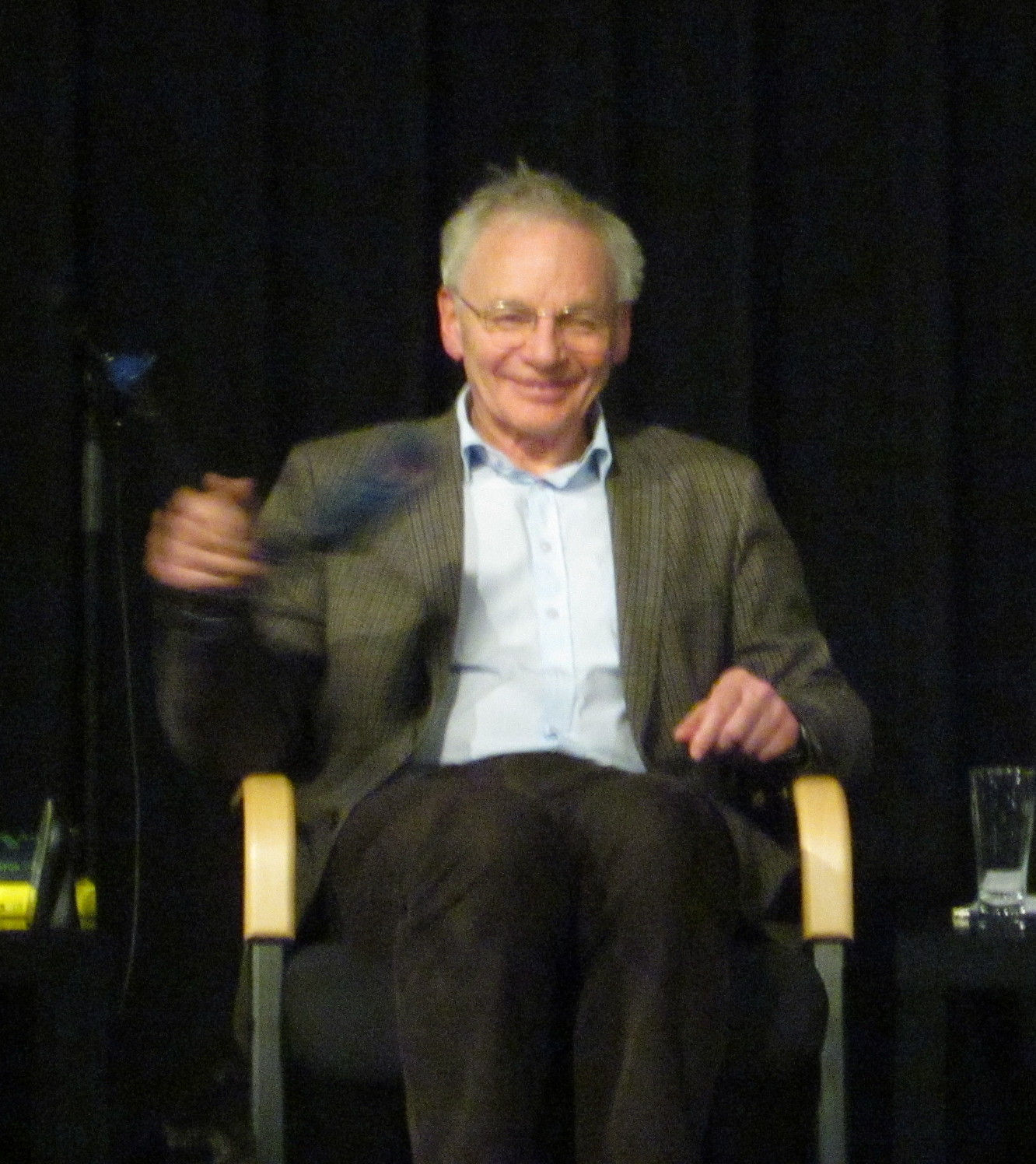
Götz Aly en el año 2014.

En octubre de 1982 solicitó una beca de habilitación con el tema Die Entwicklung wissenschaftlicher Maßstäbe zur Begutachtung und Tötung behinderter deutscher Kinder in den Jahren 1939–1945. Vorschlag zur Aufhellung eines Tabus (El desarrollo de normas científicas para la evaluación y matanza de niños alemanes discapacitados entre los años 1939-1945. Propuesta para el esclarecimiento de un tabú) en la Fundación Alemana de Investigación (DFG). Su interés por esos asesinatos despertó cuando su hija sufrió una encefalitis al poco de nacer que le dejó secuelas cerebrales. La DFG rechazó la solicitud, dado que los historiadores contemporáneos Eberhard Jäckel y Karl Dietrich Bracher, si bien aprobaron el tema del estudio, dudaban de la cualificación técnica de Aly. El tercer examinador, el politólogo Klaus Jürgen Gantzel, certificó por el contrario que Aly poseía un innovador potencial investigador que debería ser apoyado. En los años siguientes Götz Aly impulsó, junto a Klaus Dörner, Ernst Klee y Karl Heinz Roth, la investigación de los asesinatos de enfermos durante el nacionalsocialismo. Entre los años 1984 y 1992 editó los primeros diez volúmenes de la obra Beiträge zur nationalsozialistischen Gesundheits- und Sozialpolitik; entre los años 1985 y 1988 lideró el proyecto Täterbiografien en el Hamburger Institut für Sozialforschung.
En 1994 consiguió la habilitación en ciencias políticas en el Instituto Otto Suhr de la Universidad Libre de Berlín. Después de ser profesor invitado en Viena y Salzburgo, entre los años 2004 y 2006 fue profesor invitado para una investigación interdisciplinar del holocausto en el Instituto Fritz Bauer de Fráncfort del Meno. En 2006 fue nombrado miembro del consejo de la fundación del Museo Judío de Berlín por el presidente de la república Horst Köhler. En el semestre de invierno de los años 2012 y 2013 ocupó la plaza de profesor invitado «Sir Peter Ustinov» en el Institut für Zeitgeschichte de la Universidad de Viena.

## Trabajo

### Investigación del nacionalsocialismo
Al principio su tema principal de investigación fue la historia del holocausto. El detonante de este interés fue una amplia investigación sobre la eutanasia durante el Tercer Reich que se llevó a cabo en Hamburgo en 1981. En 1991 publicó junto con Susanne Heim el libro Vordenker der Vernichtung, donde los autores consideran que el origen del holocausto fue debido a motivos demográficos y económicos. En torno a este libro se desencadenó un debate, que se vio reflejado especialmente en la antología, también publicada en 1991, editada por Wolfgang Schneider Vernichtungspolitik. Algunos autores, especialmente Ulrich Herbert o Norbert Frei, criticaron las tesis y la metodología de Aly y Heim.
En cambio, su obra de 1995 Endlösung, donde incluye al Holocausto dentro de las políticas de reasentamiento de los nazis y donde utiliza fuentes nuevas, fue bien aceptada por autores como Hans Mommsen o Raul Hilberg. Sin embargo, su obra aparecida en 2005, Hitlers Volksstaat , volvió a generar polémica en círculos especializados. 
Entre los años 2002 y 2010 fue uno de los editores de la obra en 16 volúmenes Die Verfolgung und Ermordung der europäischen Juden durch das nationalsozialistische Deutschland 1933–1945. El proyecto fue financiado por la DFG con unos 250 000 euros por volumen, de momento el proyecto humanístico más caro en el que ha participado la fundación.
Realizó unas declaraciones polémicas durante una rueda de prensa con motivo de una exposición sobre el colonialismo, Die Dritte Welt im Zweiten Weltkrieg, en la que se reconocía a la gente de las colonias que habían ayudado a liberar a Alemania durante la Segunda Guerra Mundial. Aly criticó a los encargados de la exposición por minimizar el tema del colaboracionismo con el régimen nazi: definió a Mahatma Gandhi como a «uno de los mejores amigos de los nazis» y a los soldados de color como «siervos liberadores» que en realidad hubieran debido tener interés en la derrota de sus amos coloniales. Además afirmó podría informar sobre «violaciones en cada aldea del sur de Alemania occidental llevadas a cabo por soldados negros», que habrían devastado de forma «no diferente a la de los rusos». Dennis Goodwin, representante de los veteranos británicos, afirmó en el diario The Daily Telegraph que las afirmaciones de Aly no tenían sentido.
En su libro de 2011 Warum die Deutschen? Warum die Juden? sostiene que el motivo central del holocausto fue la envidia social que tenían los alemanes a los judíos, que comenzó con la industrialización en el siglo XIX.
En el año 2013 se publicó Die Belasteten, donde describe el asesinato («eutanasia») de cerca de 200 000 personas como un «secreto públicamente conocido». Señaló tanto comportamientos como el de los médicos, para los que esas muertes eran rutina terapéutica, como los objetivos reformistas por lo que esas muertes se habían llevado a cabo.

### Crítica a la revolución de 1968
En su libro del año 2008 Unser Kampf 1968 – ein irritierter Blick zurück, Aly analiza la reacción de la oposición al movimiento estudiantil alemán de la década de 1960. Recurre a los archivos de las autoridades y a las reacciones actuales de personas como Joseph Ratzinger, Ernst Fraenkel y Richard Löwenthal. Llega a la conclusión de que el equivalente a la revolución de 1968 de sus padres - denominada por el nacionalsoliacismo «Generación de 1933» - había sido muy parecida.
Aly enumeró las pruebas que avalaban su tesis: el ímpetu anti-burgués, la tendencia a la violencia, el antiamericanismo, el antisemitismo latente y el enmascaramiento de la crítica a los déspotas de izquierdas. Mayo del 68 no era la solución de los problemas del totalitarismo, sino parte de ellos. Tampoco fue el detonante de la liberación de la moral y las costumbres, ya que ese era un proceso que ya había comenzado en la década de 1950.
El libro de Aly provocó una intensa discusión sobre los fundamentos de mayo del 68. El historiador Norbert Frei se manifestó sobre la comparación de Aly entre las generaciones del 68 y de 1933; consideró que su exposición era totalmente exagerada desde un punto de vista historiográfico. Según su opinión, la comparación de ambas generaciones sirve «solo a la provocación, no al conocimiento histórico». Rudolf Walther reprochó a Aly su equiparación de los estudiantes del 68 con los estudiantes nacionalsocialistas, basada en similitudes superficiales. De forma parecida argumentó Wolfgang Kraushaar en su réplica Hitlers Kinder? Eine Antwort auf Götz Aly.

## Reconocimientos
- 2002 Premio Heinrich Mann[1]
- 2003 Premio Marion Samuel[1]
- 2007 Orden del Mérito de la República Federal de Alemania
- 2012 Premio Ludwig Börne

## Obra
- Wofür wirst du eigentlich bezahlt? Möglichkeiten praktischer Erzieherarbeit zwischen Ausflippen und Anpassung (1978)
- Staatliche Jugendpflege und Lebensbedürfnisse von Jugendlichen. Eine kritische Analyse der Arbeit des Amtes für Jugendpflege (Jug VI) der Abteilung Jugend und Sport des Bezirksamts Spandau von Berlin in den Jahren 1972–1977 (1978)
- Junto a Monika Aly y Morlind Tumler: Kopfkorrektur oder Der Zwang gesund zu sein (1981)
- Junto a Karl Heinz Roth: Die restlose Erfassung. Volkszählen, Identifizieren, Aussondern im Nationalsozialismus (1984)
- Junto a Peter Chroust y Hans-Dieter Heilmann: Biedermann und Schreibtischtäter. Materialien zur deutschen Täter- Biographie (1987)
- Aktion T4 1939–1945. Die „Euthanasie“-Zentrale in der Tiergartenstraße 4 (1989)
- Junto a Susanne Heim: Vordenker der Vernichtung. Auschwitz und die deutschen Pläne für eine neue europäische Ordnung (1991)
- Demontage…: Revolutionärer oder restaurativer Bildersturm? (1992)
- Junto a Susanne Heim: Das Zentrale Staatsarchiv in Moskau („Sonderarchiv“). Rekonstruktion und Bestandsverzeichnis verschollen geglaubten Schriftguts aus der NS-Zeit (1992)
- „Endlösung“. Völkerverschiebung und der Mord an den europäischen Juden (1999)
- Macht, Geist, Wahn. Kontinuitäten deutschen Denkens (1997)
- Rasse und Klasse. Nachforschungen zum deutschen Wesen (2003)
- Junto a Christian Gerlach: Das letzte Kapitel. Der Mord an den ungarischen Juden 1944-1945 (2004)
- Im Tunnel. Das kurze Leben der Marion Samuel 1931–1943 (2004)
- Hitlers Volksstaat. Raub, Rassenkrieg und nationaler Sozialismus (2005)
- Volkes Stimme. Skepsis und Führervertrauen im Nationalsozialismus (2006, editor)
- Junto a Michael Sontheimer: Fromms – Wie der jüdische Kondomfabrikant Julius F. unter die deutschen Räuber fiel (2007)
- Die Verfolgung und Ermordung der europäischen Juden durch das nationalsozialistische Deutschland 1933–1945, Bd. 1: Deutsches Reich 1933–1937 (2007)
- Unser Kampf 1968 – ein irritierter Blick zurück (2008)
- Warum die Deutschen? Warum die Juden? – Gleichheit, Neid und Rassenhass 1800–1933 (2011)
- Die Belasteten. ›Euthanasie‹ 1939–1945. Eine Gesellschaftsgeschichte (2013)
- Volk ohne Mitte. Die Deutschen zwischen Freiheitsangst und Kollektivismus (2015)